# Albert Mahuzier
Albert Mahuzier, né  le 14 janvier 1907 à Saint-Brieuc et mort le 14 septembre 1980 au sein de l'Hôpital Henri-Dunant dans le 16e arrondissement de Paris, est un aventurier, cinéaste, écrivain de ses aventures et conférencier français. Il fut un des animateurs de Connaissance du Monde.

## Biographie
Albert Mahuzier, ainsi que sa femme, grandit à Saint-Malo. Après avoir abandonné une carrière de banquier, il s'installe après la Seconde Guerre mondiale à Boulogne-Billancourt où il vend des articles de sport, avant d'y réaliser sa vocation d’explorateur.
De sa première expédition en 1947, il rapporte le livre Grandes Chasses en Afrique centrale. En 1950, il publie Tornades et Chasses tragiques.
En 1952, il inaugure un nouveau mode de voyage, le voyage familial. Dans À la poursuite des gorilles, il emmène sa femme Janine et leurs neuf enfants (Louis, Philippe, Jacqueline, Anne, Janine, Yves, François, Luc et Alain) en Afrique centrale.

## Films
Films 16 mm noir et blanc ayant constitué la cinémathèque de La Nautique sportive.
- 1932 Les îles Chausey - La Creuse
- 1934 Le Golfe du Morbihan
- 1936 Dordogne et Maronne - En kayak sur l'Adriatique
- 1938 Au bord d'une rivière, Ardèche, Cure, etc. - Mon cher papa, ma chère maman
- 1939 Creuse

Films 35 mm professionnels, noir et blanc.
- 1936 Jeunesse en liberté, premier film professionnel sur le camping et le canoë.
- 1939 La Croisière Sauvage, en kayak et à la nage dans le grand canyon du Verdon.
- 1941 La Creuse ignorée. Les Hautes Vallées de l'Ariège. Le Tortillard (Sidobre). Tous ces films étaient repris sous le titre général "A la découverte de la France".
- 1942 Saint-Véran, Harmonies tunisiennes, Trois kilomètres de France : chanson de Jean Nohain (coréalisateur : Roger Verdier).
- 1943 C'est du vrai sport (facteur rural, canoë sur neige, etc.).
- 1944 Au pied du mont Blanc - Cora la trotteuse - Réseau X (Résistance) - Caméras sous la botte, avec Robert Gudin, consacré à la libération de Paris.
- 1945 Pêches tunisiennes - La Cour beylicale - Le Médecin du Bled (Tunisie).
- 1946 Les Deux Compagnons (Corse) - Oasis du Djerid (Tunisie) - Monsieur Félix, parfait vendeur - Le Chat (films pédagogiques)
- 1947 Grandes Chasses en Afrique Centrale - Regards sur l'Afrique Noire - Monsieur Durand revient aux sports - Opérette provençale - Bretagne idéale.
- 1948 Touaregs du Hoggar - Caravane du Hoggar - Les Kotokos du Chari.
- 1949 Une aventure d'Eulalie (film comique) - Plaisir de vendre (film pédagogique) - Le Train fantôme (fantaisie poétique).

## Conférences
- Aventures au Pays des Grands Fauves (Tchad, Oubangui).
- Aventures au Soleil (France, Tchad, Hoggar).
- Chasses tragiques sous les Tornades (Tchad).
- A la poursuite des Gorilles (En famille à travers toute l'Afrique).
- Au Pays des Kangourous (Tour du Monde et Australie).
- Les Mahuzier au Canada.
- Les Mahuzier au Venezuela et dans l'enfer vert du delta de l'Orénoque.
- Visage et âme de l'U.R.S.S.
- Les Mahuzier en Albanie.
- Hiver en Sibérie et les merveilles de la Vieille Russie.
- Les Castors de la Vallée du Rhône
- La Grande Aventure des Oiseaux migrateurs, du delta du Guadalquivir au lac Onega.
- Caméra sous la Botte : souvenirs cinématographiques personnels de la Résistance.
- L'Orient soviétique.
- Le Fleuve Amazone

## Livres
- Manuel du Kayak, Éditions de la Revue " Camping ", Paris, 1938.
- Canoéisme en France, Éditions de la SNCF, Paris, 1939.
- Grandes Chasses en Afrique Centrale, Amiot Dumont éditeurs, Paris, novembre 1947. Broché 15,5 x 21 couverture petite illustration n/b - orné de 55 photographies originales en hors texte, de MM Dreux, Bonquant, Mercier, et Belingard, 201p+2f, Le Livre Contemporain, Paris, 1947.
- Aventures au Soleil Éditions J. Susse, Paris 1948, s.d.
- Aventures au Tchad, Éditions de l'Ermite, Paris, 1949, en collaboration avec Maurice Bouquant.
- Tornades et Chasses tragiques, Le Livre Contemporain, Paris, octobre 1950. Broché 15,5 x 21,5 sous jaquette, illustré de 54 photographies n/b de l'auteur - 197 pp.+1f ; Amiot Dumont éditeurs, Paris, 1953, Jeunesse Pocket, Paris, 1963, Édition G.P. Rouge et Or Super 1000, Paris, 1967 ; Trajic Safari, Elek Book, London ans Toronto, Canada, 1956.
- À la poursuite des gorilles, Le Livre Contemporain, Paris, 1953 ; Amiot Dumont, Paris, 1952, 1955; Édition G.P. Rouge et Or Super 1000, Paris, 1964 ; Presses de la Cité, Presses Pocket 887, Paris 1971 ; Panoramas de casa en Africa, Editorial Hispano-Europae, Barcelone, 1954.
- Au pays des kangourous, Amiot Dumont, Paris, 1954 ; Le Livre Contemporain, Paris, 1958 ; Presses de la Cité, Paris, 1968 ; Presses Pocket 1518, Paris, 1977; W Kraju Kangurow, Iskry, Varsovie, 1959..
- Les Mahuzier au Canada Le Livre Contemporain, Paris, 1958 ; Presses de la Cité, Paris, 1963.
- Caméra sous la botte : La Résistance Le Livre Contemporain, Paris, 1961 ; Presses de la Cité, Paris, 1963.
- Les Mahuzier dans l'enfer vert du delta de l'Orénoque, Le Livre Contemporain, Paris, 1960 ; Presses de la Cité, Paris, 1960 ; Presses de la Cité, Presses Pocket 1080, Paris, 1974 ; O inferno Verde, Ed Estampa, Lisbonne, 1971.
- Chez les Indiens Guaraos avec Philippe Mahuzier, Connaissance du Monde, Paris, 1961.
- Les Mahuzier en URSS, Presses de la Cité, Paris, 1963 ; Presses Pocket 357/358, Paris, 1966.
- Aventuriers du Tour du Monde (Roman), Presses de la Cité, Paris, 1963, 1964.
- L'Albanie entrouvre ses frontières, Éditions Presses de la Cité, Paris, 1965. Cartonnage éditeur 14 x 21 sous jaquette photo couleurs - Photos et cartes sur les pages de garde - illustré d'un dossier photo n/b en hors texte, 309 pp. +5 + g; Aventurë në Shqipëri, Miqjili, Tirana, 2007.
- Les Mahuzier chez les Indiens Guaraos, P., G.P., Bibliothèque Rouge et Or, Série Souveraine 230, 1966, 14x21,187, cart. éd. (jaquette illust.). Illust. n-b. et coul. de Raoul Auger.
- Hiver en Sibérie et Vieille Russie, Presses de la Cité, Paris, 1966..
- Douggia : Tchad et Oubangui (Roman), Presses de la Cité, Paris, 1966.
- Oiseaux migrateurs, castors, etc., Presses de la Cité, Paris, 1969.
- Les Mahuzier et les Oiseaux migrateurs, avec Philippe Mahuzier, Rouge et Or, Paris, 1971 et 1972.
- Quarante ans d'aventure, Presses de la Cité, Paris, 1971.
- Les Mahuzier en Orient soviétique, Presses de la Cité, Paris, 1972.
- Le Fleuve Amazone, 7 025 kilomètres, Presses de la Cité, Paris, 1977.
- Le prophète ou les présidentielles (Roman), La Pensée Universelle, Paris, 1977.
- Chez Les Magiciens et les Sorciers de l'Himalaya : Au Népal, Edition de l'auteur, 143 pages, janvier 1977
- Le Livre d'Or des Mahuzier Presses de la Cité, Paris, 1980.,

## Mahuzier dans les arts et la culture
- La série de bande dessinée Les Franval est inspirée de la famille Muhuzier[3].